# Duopólio
O Duopólio (do grego dyo / δυο (dois) + polein / πωλειν (para vender)) é uma falha de mercado e tipo específico de oligopólio em que apenas dois produtores existem em um mercado. Esta definição é geralmente usada apenas quando duas empresas têm o controle dominante do mercado. No campo da organização industrial, normalmente se estuda o duopólio como se este fosse um oligopólio devido à sua simplicidade conceitual.
O duopólio pode ou não direcionar as empresas a um acordo ou conluio e um abuso de posição dominante ou de uma situação de competição. A existência de um duopólio pode contrariar as leis antitruste. Um duopólio também pode direcionar as empresas a rumarem a cartelização (acordo tácito de manutenção de duopólio). Neste caso o duopólio torna-se mais complicado de ser gerido do que um monopólio natural.

## Tipos de duopólio
Existem basicamente dois tipos de duopólio:
- Modelo de duopólio de Cournot: reação de duas empresas, para cada mudanças na produção (quantidade produzida) da empresa concorrente, até que ambos cheguem ao equilíbrio de Nash.
- Modelo de duopólio de Bertrand: entre duas empresas, sendo que cada uma assumirá que a sua concorrente não mudará seus preços em resposta à queda da quantidade produzida. Quando ambos usam esta estratégia, eles chegam a um equilíbrio de Nash.

No duopólio, os dois únicos produtores de uma mercadoria, concordam em estabelecer um preço, não aumentando ou diminuindo este. Desta forma, eles estão associados. É um modelo muito semelhante ao monopólio.

## Questões do duopólio
Como parte de estratégias competitivas, as empresas tomam decisões somente para seu benefício em detrimento de seus concorrentes. Em outras palavras, as empresas reagem aos benefícios do concorrente, como resultado, a interdependência dos lucros e as decisões criam um padrão de interação estratégica. Na microeconomia esse tipo de interação é chamado de jogo. O duopólio pode, portanto, ser estudado em função da concorrência simples para introduzir a teoria dos jogos.

## Equilíbrio cooperativo
O equilíbrio no duopólio pela cooperação é um acordo (também caracterizado como conluio) explícito ou implícito entre concorrentes para, principalmente, fixação de preços ou cotas de produção, divisão de clientes e de mercados de atuação ou, por meio da ação coordenada entre os participantes, eliminar a concorrência e aumentar os preços dos produtos, obtendo maiores lucros, em prejuízo do bem-estar do consumidor. O maior exemplo de equilíbrio cooperativo no duopólio é o cartel.
Na prática o cartel opera como um monopólio, isto é, como se fosse uma única empresa. Os cartéis são considerados a mais grave lesão à concorrência e prejudicam consumidores ao aumentar preços e restringir oferta, tornando os bens e serviços mais caros ou indisponíveis.

## Equilíbrio não-cooperativo

### A concorrência na quantidade
Duopólio simétrico de Cournot
Os pressupostos da análise de Cournot são:
- Cada empresa acredita que a produção do concorrente é constante, sendo a produção a real variável estratégica.
- Todas as empresas que estão no mercado produzem bens homogêneos.

A análise de Cournot destaca a interdependência das duas empresas (as duopolistas) no mesmo mercado. Na verdade, as decisões de uma empresa são influenciadas pela decisão da outra empresa, e vice-versa. O equilíbrio de Cournot é considerado como um equilíbrio de Nash com várias estratégias ótimas para ambos os jogadores dadas as suas ações recíprocas.
Duopóilio assimétrico de Stackelberg
A competição de Stackelberg é um modelo de duopólio. Este modelo complementa e enriquece a análise de Cournot e Bertrand na interdependência cíclica (com base nas condições de mercado), destacando o conceito de interdependência conjectural (com base em conjecturas). A interdependência cíclica refere-se ao fato de que cada empresa é limitada e descobre que sua própria situação depende da situação em que se encontra a sua concorrente. No entanto, a análise fornece não apenas a conjectura que cada empresa sabe - sua posição de dependência em relação a outra empresa, mas auxilia a concorrente, que adota o mesmo raciocínio. As premissas deste modelo são múltiplas:
1. Primeiro, o duopólio de Stackelberg é assimétrico, isto é, as duas empresas concorrentes não têm o mesmo poder. Este fato é conhecido como a relação empresa líder (que determina o preço e a produção do mercado) e empresa satélite.
2. Se a empresa é um líder, e se ela maximiza seu próprio lucro, ela deve ter em conta o comportamento da firma 2, integrando a função de reação da última para a função próprio lucro. Se ambas as empresas acreditam que são satélites, há um desequilíbrio e a produção torna se torna deficiente e insuficiente. Se ambas as empresas acreditam serem o líder (comportamento de Bowley), há também desequilíbrio (produção total excede a demanda). Isso pode resultar em preços mais baixos e, em última análise, o lucros menores.
3. A análise do duopólio de Stackelberg também aparece na teoria dos jogos. O equilíbrio de Nash desempenha um papel importante na resolução de jogos de Stackelberg .

Duopólio de Bowley
Situação em que duas empresas produzem os mesmos produtos e agem como se fossem duas dominantes. Isto leva a equilíbrios instáveis. Há três opções,
1. Uma das duas empresas capturou o mercado e passou a ser dominante (modelo de Stackelberg).
2. Ambas as empresas caem na chamada "órbita de casal", que é uma situação semelhante ao duopólio de Cournot.
3. Ou ambas as empresas concordam e compartilham o mercado, estando assim em equilíbrio cooperativo.

### Concorrência de preços
Duopólio de Bertrand
Na análise da Bertrand, a variável estratégica não é a produção, mas o preço (ao contrário da abordagem de Cournot). No entanto, os pressupostos são idênticos aos de Cournot, que o produto é homogêneo, que as empresas têm a capacidade de responder a qualquer demanda e o custo de produção é idêntico para ambas as empresas